# Cerro de los Chivos
Cerro de los Chivos – wzgórze o wysokości 284 m n.p.m. w paśmie Cuchilla de Haedo w północnym Urugwaju, w departamencie Rivera. Wchodzi w skład formacji płaskowzgórzy o nazwie Tres Cerros del Cuñapirú.